# Museo Mineralógico Ignacio Domeyko
El Museo Mineralógico Ignacio Domeyko es un museo chileno ubicado en la ciudad de La Serena (Región de Coquimbo) que exhibe una colección de gemas, minerales, piedras y rocas. Lleva el nombre del mineralogista Ignacio Domeyko y depende del departamento de ingeniería de minas de la Universidad de La Serena.

## Historia
El museo se fundó en 1887, cuando se creó la Escuela de Minas. El primer director del museo, Buenaventura Osorio, obtuvo colecciones de minerales y rocas extranjeras y comenzó las colecciones de muestras de los centros mineros más importantes de Chile. En 1951, el presidente Gabriel González Videla obtuvo la colección personal del científico Ignacio Domeyko, quien había originado el estudio de la mineralogía en La Serena en 1883.
El museo está vinculado al área de geología del departamento de ingeniería de minas de la Universidad de La Serena. Fue remodelado en 2007 por iniciativa de los profesores de dicha universidad, y cuenta hoy con más de 7000 ejemplares, tanto extranjeros como nacionales, que incluyen fósiles y meteoritos.
Entre sus muestras más destacadas se encuentran diamantes africanos y brasileños, rubíes indios, la piedra Rosicleres de la mina de plata de Chañarcillo y gemas de lapislázuli chilenas.